# أليكس موريس
أليكس موريس (4 أكتوبر 1976 - ) (بالإنجليزية: Alex Morris)‏ هو لاعب كريكت بريطاني.